# Sľub
Sľub (pronuncia slovacca: [ˈsʎup], lett. "La promessa") è una serie televisiva slovacca ambientata negli anni 1980 nella Repubblica Socialista Cecoslovacca, trasmesso tutti i giorni feriali alle 17:55 su TV Markíza. I personaggi principali sono interpretati da Adriána Brnčalová, Kristián Baran e Jakub Švec.

## Trama
È il 3 settembre 1984, il primo giorno del nuovo anno scolastico 1984/1985. Matricole piene di aspettative, adolescenti ribelli e insegnanti arrivano alla Scuola Primaria di SNP (in slovacco Základná škola SNP) con le loro gioie, i loro sogni, ma anche piccoli o grandi segreti. La storia intreccia non solo i destini di alunni, insegnanti ma anche di intere famiglie, che sono segnati da eventi nella Repubblica Socialista Cecoslovacca e nel mondo circostante. Nella nuova serie seguiremo la storia di un'insegnante e di suo marito, la cui emigrazione della sorella in Occidente li priverà della pace. Conosceremo la famiglia del preside della scuola, unita e divisa da un grande segreto, o la famiglia di un piccolo alunno di prima elementare, che affronterà diverse prove di vita con l'arrivo del nuovo anno scolastico. Nelle storie a volte divertenti, altre volte più serie, vengono promessi lealtà e odio, ma soprattutto si cerca l'amore per la vita. Questo è anche il caso della insegnante di classe dell'ottavo anno Zuzana, la cui vita in un attimo viene sconvolta. Deve prendersi cura del piccolo bambino dei suoi migliori amici. Tuttavia, non è sola. Oltre a prendersi cura del piccolo Kubko, risolve anche la battaglia tra ragione e cuore. A vincere sarà il chirurgo pediatrico serio e di successo Igor, che sua madre Mária vuole organizzarle, oppure il selvaggio e un po' l'irresponsabile insegnante Michal, con il quale ride ancora?

## Episodi
| Stagione         | Episodi | Prima TV Slovacchia | Prima TV in italiano | Ultima TV Slovacchia | Ultima TV in italiano |
| ---------------- | ------- | ------------------- | -------------------- | -------------------- | --------------------- |
| Prima stagione   | 110     | 13 gennaio 2025     | inedita              | 23 giugno 2025       | inedita               |
| Seconda stagione | 70      | 1 settembre 2025    | inedita              | 5 dicembre 2025      | inedita               |

## Personaggi e interpreti

### La famiglia Andráš
- Mgr. Zuzana Fraňová (stagione 1, personaggio principale), interpretata da Adriána Brnčalová – l'insegnante di educazione musicale e lingua slovacca, l'insegnante di classe dell'ottavo anno e direttore del coro della Scuola Primaria di SNP, la "finta" moglie di Michal, la figlia di Mária, l'ex amore di Igor, la sposa "finta" sposa di Jana e Rudolf, la "finta" cognata di Vladimír
- Mgr. Michal Andráš (stagione 1, personaggio principale), interpretato da Kristián Baran – il insegnante di educazione fisica e geografia della Scuola Primaria di SNP, il "finto" marito di Zuzana Fraňová, il fratello di Vladimir, il figlio di Jana e Rudolf, l'amore di Zuzana Pospíšilová e l'ex amore di Andrea
- Jakub "Kubko" Kaprálik (stagione 1, personaggio secondario), interpretato da Liam – un bambino, il figlio di Lucia e Peter e il figlio adottivo di Zuzana
- Vladimír Andráš (stagione 1, personaggio principale), interpretato da Filip Pavúk – il soldato del servizio militare di base alla frontiera di Bratislava, il fratello di Michal e il figlio di Jana e Rudolf
- † Rudolf Andráš (stagione 1, personaggio secondario), interpretato da Ivo Gogál – il marito di Jana, il padre di Michal e Vladimír, il nonno adottivo di Jakub e il "finto" suocero di Zuzana che è morto di embolia
- Jana Andrášová (stagione 1, personaggio secondario), interpretata da Jana Pilzová – la moglie di Rudolf, la madre di Michal e Vladimír, la nonna adottiva di Jakub, la "finta" suocera di Zuzana

### La famiglia Valent
- Štefan Valent, CSc. (stagione 1, personaggio principale), interpretato da Štefan Skrúcaný – il presidente del Comitato Nazionale, il marito di Magdaléna, il padre di Igor e l'ex amore di Jarka
- Magdaléna Valentová (stagione 1, personaggio principale), interpretata da Eva Pavlíková – la dipendente del Movimento Sindacale Rivoluzionario (ROH), la moglie di Štefan e la madre di Igor
- MUDr. Igor Valent (stagione 1, personaggio principale), interpretato da Jakub Švec – un chirurgo pediatrico, il figlio di Štefan e Magdaléna

### La famiglia Bartoš
- MUDr. Roman Bartoš (stagione 1, personaggio principale), interpretato da Vladimír Kobielsky – il primario del reparto di chirurgia pediatrica, il marito di Marcela e il padre di Lenka e Adam
- Ing. Marcela Bartošová (stagione 1, personaggio principale), interpretata da Soňa Norisová – ingegnera e architetta del Comitato Nazionale, la moglie di Roman e la madre di Lenka e Adam
- Adam Bartoš (stagione 1, personaggio principale), interpretato da Liam Nemček – un'alunno del primo anno della Scuola Primaria di SNP con ADHD, il figlio di Roman e Marcela e il fratello minore di Lenka
- Lenka Bartošová (stagione 1, personaggio principale), interpretata da Tatiana Čobejová ml. – un'alunna dell'ottavo anno della Scuola Primaria di SNP, un'intellettuale, la figlia di Roman e Marcela e la sorella maggiore di Adam

### La famiglia Roháč
- Hana Roháčová (nata Pašková) (stagione 1, personaggio principale), interpretata da Anna Jakab Rakovská – la ex venditrice della gastronomia, la figlia di Zita, la ex moglie del Milan e la madre di Andrej ed Erika
- por. Milan Roháč (stagione 1, personaggio secondario), interpretato da Peter Nádasdi – il membro della Pubblica Sicurezza (un poliziotto), l'ex fidanzato di Radka, l'ex marito di Hana, il padre di Andrej ed Erika, l'ex genero di Zita, il collega di práp. Vlk e práp. Ondáš
- Andrej Roháč (stagione 1, personaggio principale), interpretato da Ondrej Kandráč ml. – un'alunno dell'ottavo anno della Scuola Primaria di SNP, il figlio di Hana e Milan, il fratello maggiore di Erika e il nipote di Zita
- Erika Roháčová (stagione 1, personaggio principale), interpretata da Nikola Urbánková – un'alunna del primo anno della Scuola Primaria di SNP, la figlia di Hana e Milan, la sorella minore di Andrej e la nipote di Zita
- Zita Pašková (stagione 1, personaggio principale), interpretata da Anna Šišková, la cuoca principale nella mensa della Scuola Primaria di SNP, la madre di Hana, una donna vedova, l'ex suocera di Milan e la nonna di Andrej ed Erika
- Radka Malčáková (stagione 1, personaggio secondario), interpretata da Dorota Tóthová – l'ex fidanzata di Milan in maternità
- Dušan (stagione 1, personaggio secondario), interpretato da (non disponibile) – il figlio di Radka e Milan e il fratellastro di Erika e Andrej

### La famiglia Hanúsek
- Mgr. Zdena Hanúsková (stagione 1, personaggio principale), interpretata da Gabriela Dzuríková – vicedirettore della Scuola Primaria di SNP, severo insegnante di russo, la moglie di Pavol, la madre di Róbert, la sorella di Helena, la cognata di Jána e la zia di Viliam e Barbora, l'ex amore di Juraj
- Ing. Pavol Hanúsek (stagione 1, personaggio principale), interpretato da Dušan Cinkota – l'ingegnere capo in un'azienda di trasporti, il marito di Zdena, il padre di Róbert, il cognato di Helena e Ján e il zio di Viliam e Barbora
- Róbert Hanúsek (stagione 1, personaggio principale), interpretato da Kristián Macháček – un studente dell'anno di maturità della Scuola ginnasiale in via Metodova 2 a Bratislava e un ribelle, pure un testimone/complice del tragico scontro frontale tra due auto in Piazza 1° maggio, il figlio di Zdena e Pavol, fratellastro di Martina, il nipote di Helena e Ján e il cugino di Viliam e Barbora

### La famiglia Horváth
- Ján Horváth (stagione 1, personaggio principale), interpretato da Gregor Hološka –  il bidello della Scuola Primaria di SNP, il marito di Helena, il padre di Viliam e Barbora, il cognato di Zdena e Pavol e il zio di Robert e Martina
- Helena Horváthová (stagione 1, personaggio principale), interpretata da Anikó Vargová – la direttrice della gastronomia, la moglie di Ján, la madre di Viliam e Barbora, la sorella di Zdena, la cognata di Pavol e la zia di Robert e Martina
- Viliam Horváth (stagione 1, personaggio principale), interpretato da Daniel Fekete – un'alunno del sesto anno della Scuola Primaria di SNP, un'estroverso, il figlio di Helena e Ján, il fratello di Barbora, il nipote di Zdena e Pavol e il cugino di Róbert e Martina
- Barbora Horváthová (stagione 1, personaggio principale), interpretata da Dorota Kaľavská – un'alunna dell'ottavo anno della Scuola Primaria di SNP e la cantante, la figlia di Helena e Ján, la sorella di Viliam, la nipote di Zdena e Pavol e la cugina di Róbert e Martina

### La famiglia Gálik
- Mgr. Viktor Gálik (stagione 1, personaggio principale), interpretato da Michal Ďuriš – il direttore della Scuola Primaria di SNP, insegnante di storia, il marito di Zlatica, il padre di Juraj e il nonno di Martina
- PhMr. Zlatica Gáliková (stagione 1, personaggio principale), interpretata da Dagmar Sanitrová – una ex farmacista in pensione che funziona come la venditrice della gastronomia, la moglie di Viktor, la madre di Juraj e la nonna di Martina
- Martina Gáliková (stagione 1, personaggio principale), interpretata da Paula Lopatovská – la capa dei pionieri della Scuola Primaria di SNP, la nipotina di Viktor, Zlatica e Marta, la figlia di Juraj e Zdena, l'amore di Ivan e l'amica di Zuzana
- Juraj Gálik (stagione 1, personaggio secondario), interpretato da Juraj Rašla – si stava nascondendo dalla Pubblica Sicureza, il padre di Martina, Zlatica e il figlio di Viktor, l'ex amore di Zdena

### La famiglia Kollár
- Táňa Kollárová (stagione 1, personaggio principale), interpretata da Ráchel Šoltésová – la insegnante di prima elementare e la insegnante di classe degli studenti del primo anno della Scuola Primaria di SNP, la moglie di Jozef e sorella di una emigrante
- Jozef "Jožo" Kollár (stagione 1, personaggio principale), interpretato da Marek Rozkoš – un ex camionista, ex netturbino e conduttore di Štefan, il marito di Táňa e il cognato di emigranti

### La famiglia Kaprálik
- † Lucia Kapráliková (stagione 1, personaggio secondario), stata interpretata da Dana Droppová – una partecipante ad uno scontro frontale tra due auto in Piazza 1° maggio, la migliore amica di Zuzana, la moglie di Peter e la madre di Jakub
- † Peter Kaprálik (stagione 1, personaggio secondario), stato interpretato da Adam Bardy – un partecipante ad uno scontro frontale tra due auto in Piazza 1° maggio, il migliore amico di Zuzana, il marito di Lucia e il padre di Jakub

### Alunni della Scuola Primaria SNP
- Betka Sklenárová (stagione 1, personaggio secondario), interpretata da Alica Esterková – un'alunna del sesto anno della Scuola Primaria di SNP e l'amica di Viliam, nipote di Roman e Marcela
- Oto Prokop (stagione 1, personaggio secondario), interpretato da (non disponibile) – un'alunno del primo anno della Scuola Primaria di SNP e compagno di Adam e Erika
- Zoja Lukýová (stagione 1, personaggio secondario), interpretata da (non disponibile) –un'alunna del otto anno della Scuola Primaria di SNP e compagno di Barbora, Lenka a Andrej

### Altri personaggi della Scuola Primaria SNP
- Andrea Marková (stagione 1, personaggio secondario), interpretata da Kristina Sisková – la insegnante di Scuola Primaria di SNP e estroversa icona della moda dell'epoca che è innamorata di Michal
- Olina (stagione 1, personaggio secondario), interpretata da Simona First – la pulitrice di Scuola Primaria di SNP che è incinta

### Personaggi dell'ospedale
- Mária Fraňová (stagione 1, personaggio principale), interpretata da Zuzana Tlučková – un'infermiera, la madre di Zuzana
- MUDr. Dana Hanzelová (stagione 1, personaggio secondario), interpretata da Adriana Novakov – una pediatra e la collega di Roman e Igor parte per Banská Bystrica come nuove primarie
- MUDr. Fábis (stagione 1, personaggio secondario), interpretato da Jaroslav Mendel – il direttore dell'ospedale
- Vierka (stagione 1, personaggio principale), interpretata da Viktória Vadovičová – un'infermiera, la collega di Mária

### Membri della Sicurezza di Stato
- práp. Ondáš (stagione 1, personaggio secondario), interpretato da Michal Vidan – il membro di Sicurezza di Stato e collega di Milan e práp. Vlk
- práp. Vlk (stagione 1, personaggio secondario), interpretato da Michal Jánoš – il membro della Sicurezza di Stato (un poliziotto) e collega di Milan e práp. Ondáš

### Altri personaggi
- JUDr. Emil Bobocký (stagione 1, personaggio secondario), interpretato da Vladislav Plevčík – il giovane con un mazzo di fiori e avvocato, l'amico o l'amore di Hana
- Ivan Mikuš (stagione 1, personaggio secondario), interpretato da Dárius Kočí – il scalatore, l'amore di Martina
- Anna Kováčová (stagione 1, personaggio secondario), interpretata da Zuzana Skopálová – la dipendente dell'Ufficio Affari Sociali e Familiari
- Jarka Virdzeková (stagione 1, personaggio secondario), interpretata da Danica Jurčová – la cancelliere del Comitato Nazionale di Bratislava e l'ex amore di Štefan
- „Lekvár“ (stagione 1, personaggio secondario), interpretato da Tomáš Sitkey – un tassista e l'amico di Michal e Vladimír
- Zuzana Pospíšilová (stagione 1, personaggio secondario), interpretata da Veronika Lackovičová – una giovane studentessa di medicina che Štefan Valent e Magdaléna Valentová offrono al figlio Igor, la conoscente di famiglia Valent e l'amore di Michal
- JUDr. Ivana Sklenárová (nata Bartošová) (stagione 1, personaggio secondario), interpretata da Eva Mores – una giudice che condannata Hana Roháčová, la sorella di Roman e la cognata di Marcela
- Marta Kúperová (stagione 1, personaggio secondario), interpretata da Hana Gregorová – la madre di Zdena e Helena, la nonna di Viliam, Barbora, Róbert e Martina, la suocera di Ján e Pavol
- Gita Hanúsková (stagione 1, personaggio secondario), interpretata da Martina Majerníková Koval – casalinga, madre di 5 figli, vive nella casa della zia, la sorella di Pavol, la cognata di Zdena e la zia di Robert
- (non disponibile), interpretato da Lukáš Herc – suona in gruppo musicale „Bulls“
- Veronika Marková (stagione 1, personaggio secondario), interpretata da Anna Magdaléna Hroboňová – una futura studentessa di pedagogia, ora diplomata, la sorella di Andrea, l'amica di Robert a chi piace
- Dr. Belanová (stagione 1, personaggio secondario), interpretata da Petra Lángová – una psicologa presso il centro di consulenza matrimoniale e prematrimoniale, che controlla Zuzana e Michal

### Personaggi episodici
- Bálintová (stagione 1, personaggio secondario), interpretata da (non disponibile) – la insegnante invitata da Zdena Hanúsková in sostituzione di Zuzana Fraňová
- Mgr. Sergej Dimov (stagione 1, personaggio secondario), interpretato da Jozef Abafi – il insegnante della scuola a Leningrado che voleva scappare verso ovest attraverso Petržalka
- Ondrej Podmanický, (stagione 1, personaggio secondario), interpretato da Daniel Gálik Zwach – lo sciatore, ora in sedia a rotelle, operato dal MUDr. Bartoš
- Iveta (stagione 1, personaggio secondario), interpretato da Diana Velčická – ha problemi di salute, la cugina di Marcela, la cognata di Roman e la zia di Lenka e Adam
- Jaroslav (stagione 1, personaggio secondario), interpretato da (non disponibile) – un partecipante di tragico scontro frontale tra due auto in Piazza 1° Maggio
- František (stagione 1, personaggio secondario), interpretato da Roman Fratrič – un pensionato a cui piaceva Mária
- signora Kopecká (stagione 1, personaggio secondario), interpretata da Zuzana Šicková – cliente in gastronomia e l'amica di Helena Horváthová

## Galleria d'immagini

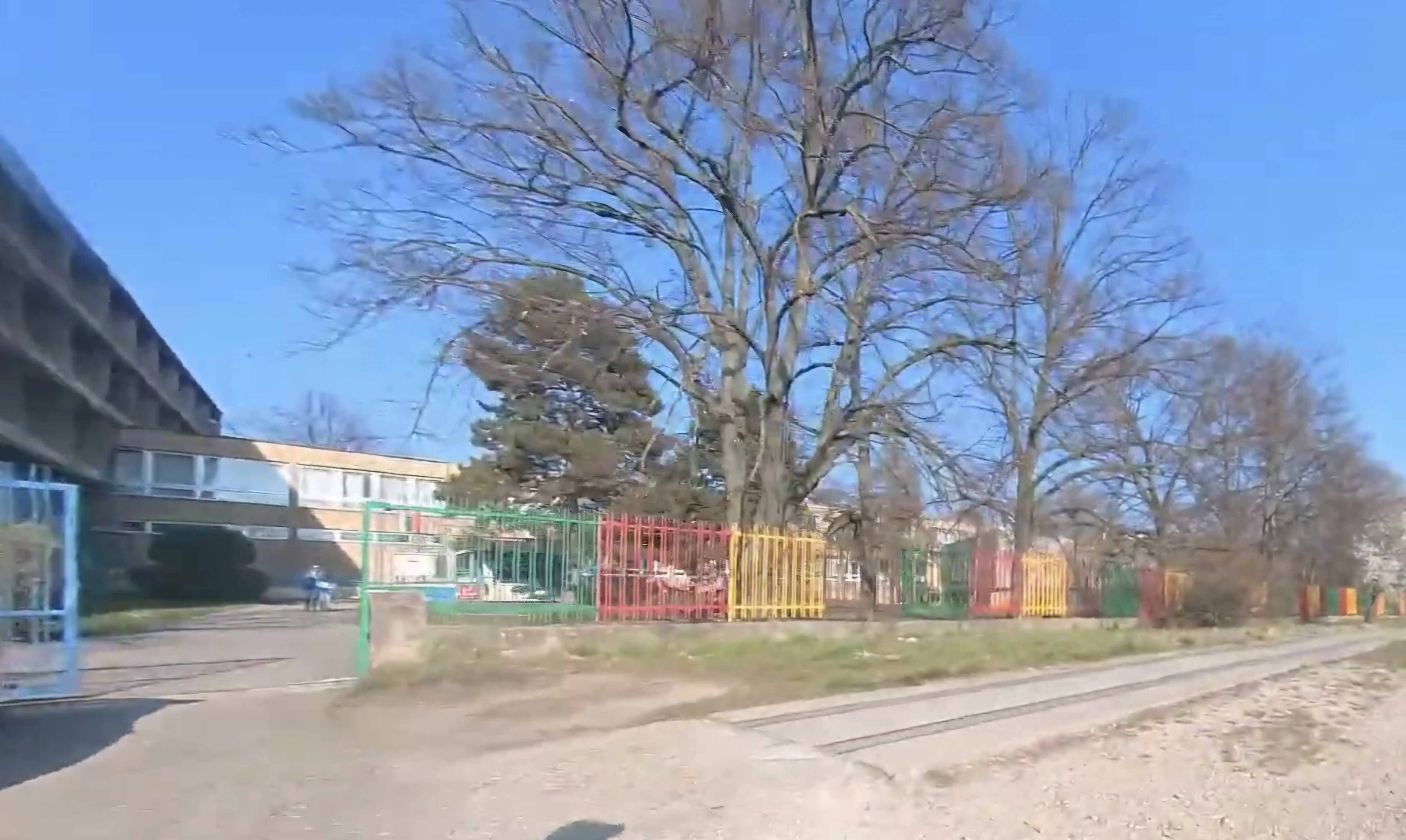
L'esterno della Scuola Primaria di SNP (in realtà il Convitto unito per alunni con disabilità visive in via Svrčia 6 a Bratislava)
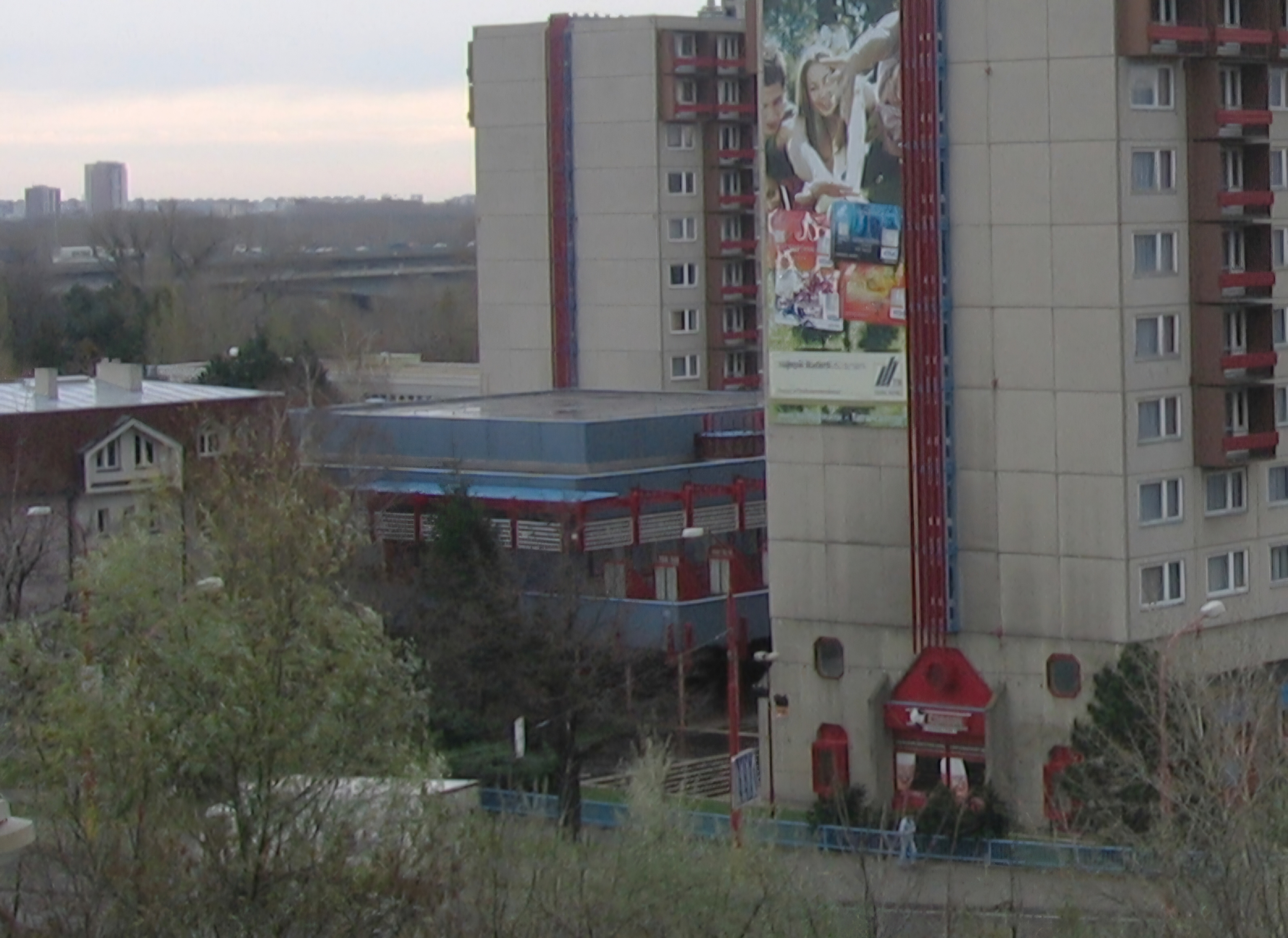
Edificio di servizio, dove si trovano anche la gastronomia di Helena Horváthová (in realtà il centro congressi di dormitorio universitario di Družba a Bratislava)
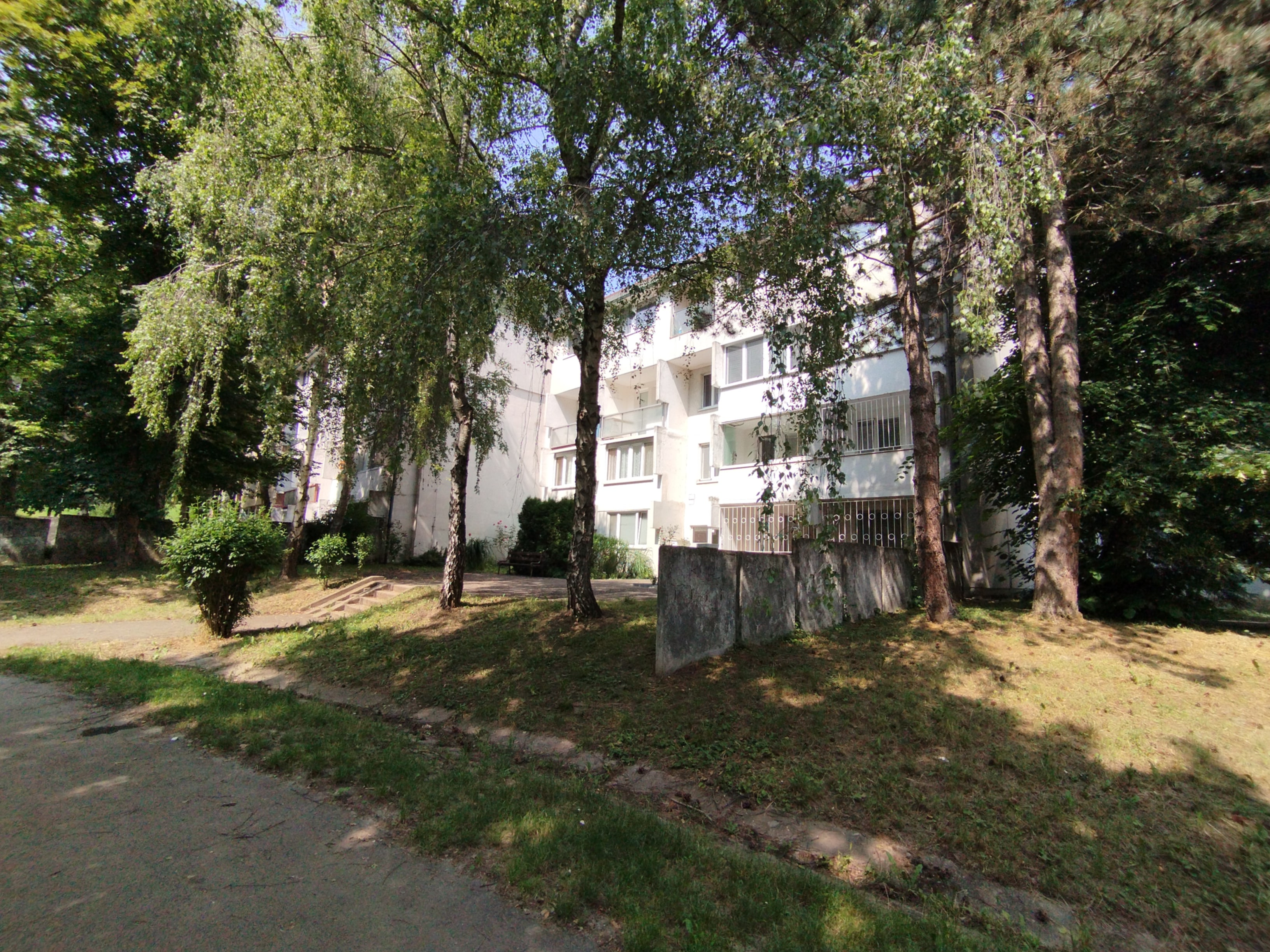
Condominio delle famiglie Horváth e Hanúsek (in realtà il condominio in via Talichova 6)
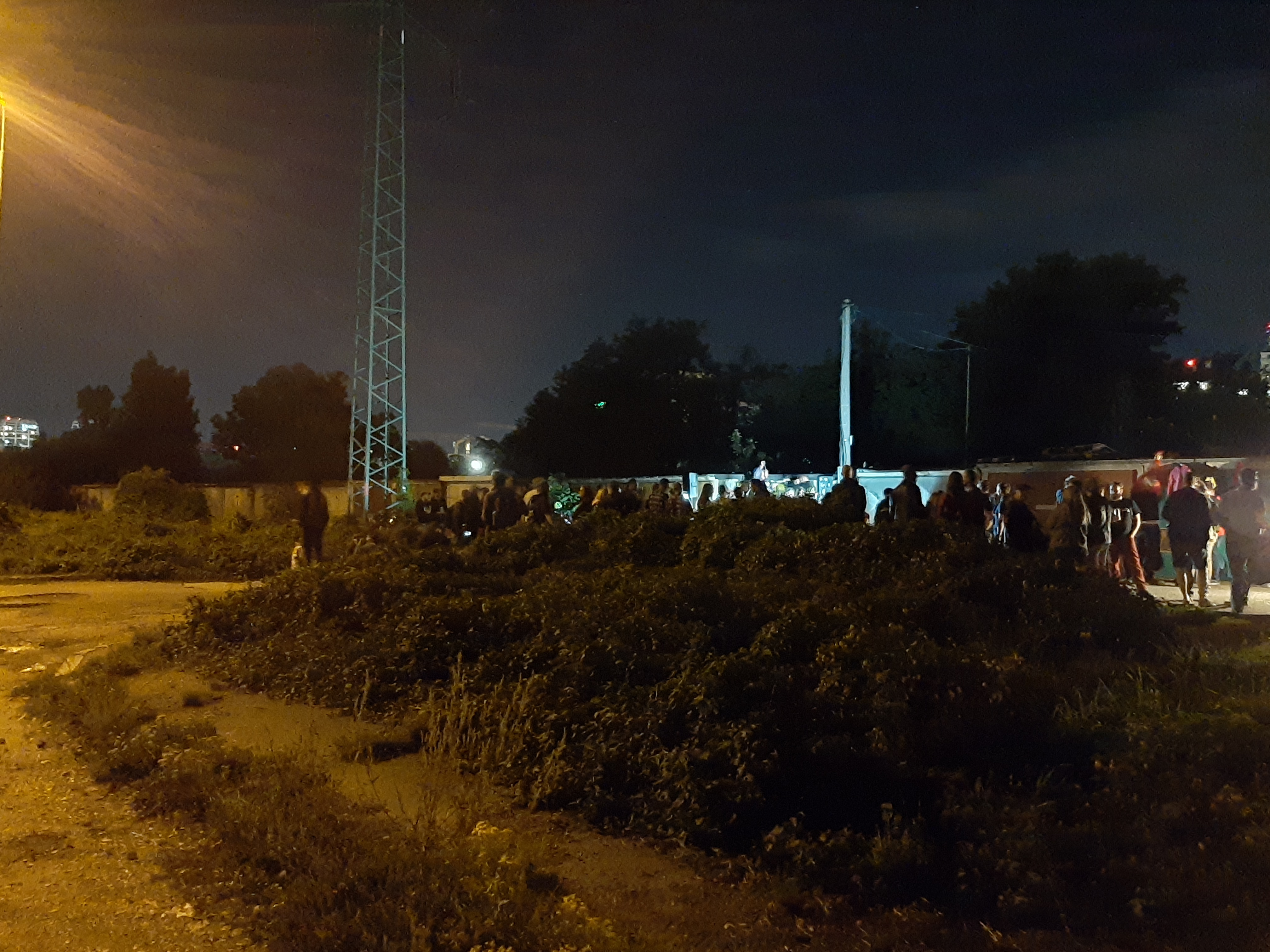
Il luogo in cui si trova il garage di Robo Hanúsek e dei suoi compagni di gruppo musicale (in realtà i Koncerty na garážach)